# Samoa tula'i
Samoa Tulaʻi (in inglese, The Banner of Freedom) è l'inno nazionale delle Samoa. Il brano è in lingua inglese ed è stato scritto e composto nel 1948 da Sauni Iiga Kuresa e adottato come inno nel 1962, anno dell'indipendenza. Esiste in due versioni: in lingua samoana e in lingua inglese.

## Testo
Lingua samoana
Samoa, tula'i ma sisi ia lau fu'a, lou pale lea!
Samoa, tula'i ma sisi ia lau fu'a, lou pale lea!
Vaai 'i na fetu o lo'ua agiagia ai:
Le faailoga lea o Iesu, na maliu ai mo Samoa.
Oi, Samoa e, uu mau lau pule ia faavavau.
'Aua e te fefe; o le Atua lo ta fa'avae, o lota sa'olotoga.
Samoa, tula'i: 'ua agiagia lau fu'a, lou pale lea!
Lingua inglese
Samoa, arise and raise your flag, your crown!
Samoa, arise and raise your flag, your crown!
Look at those stars that are waving on it:
This is the symbol of Jesus, who died on it for Samoa.
Oh, Samoa, hold fast your power forever.
Do not be afraid; God is our foundation, our freedom.
Samoa, arise: your flag is waving, your crown!

## Traduzione
Samoa, presentati e alza la tua bandiera, la tua corona!
Samoa, presentati e alza la tua bandiera, la tua corona!
Guardate quelle stelle che sventolano su di essa:
Questo è il simbolo di Gesù, su cui morì per Samoa.
Oh, Samoa, mantieni il tuo potere per sempre.
Non avere paura; Dio è il nostro fondamento, la nostra libertà.
Samoa, presentati: la tua bandiera sta sventolando, la tua corona!